# Yuri Gutsatz
Yuri Gutsatz, né le 6 juillet 1914 à Pétrograd en Russie et mort le 7 avril 2005 à Paris 16e, est un parfumeur-créateur. Il émigre à Berlin en 1924 puis à Paris en 1933 où il travaille pour les Parfums de Mury. Après la Seconde Guerre mondiale, il est engagé par Louis Amic chez Roure Bertrand Fils et Justin Dupont (plus tard racheté par la société Givaudan). Chef parfumeur, il y crée de nombreux parfums comme Chasse Gardée de Carven en 1950  et PM de Mary Quant. Il participe aux projets de parfum pour Ungaroet Estée Lauder ainsi que pour Cartier, Dior et Van Cleef & Arpels. Le 12 décembre 1975, il dépose la marque Le Jardin Retrouvé, et fonde la première maison de parfumerie de niche, quelques mois avant l' Artisan Parfumeur (1976). Yuri Gutsatz est également critique, de parfum, vice-président de la Société Française des Parfumeurs, et l’un des fondateurs de l’Osmothèque, le conservatoire des parfums, en 1990 avec Jean Kerléo.

## Biographie
Fuyant la révolution russe de 1917, Yuri Gutsatz quitte Saint Petersbourg pour Berlin en 1924 avant d'émigrer à Paris en 1933, où il entre chez les Parfums de Mury.
Cette société, qui a racheté les parfums créés par Paul Poiret, demande à Yuri Gutsatz de moderniser 40 parfums de la marque, mais à l'arrivée de la Seconde Guerre Mondiale, Yuri s’engage dans la Légion étrangère et le projet ne verra jamais le jour. Trois ans plus tard, Yuri Gutsatz est employé en zone libre par la Société Française de Parfumerie, à Marseille. Il se voit proposer une formation de parfumeur par Chiris à Grasse sous la direction d'Édouard Hache. 

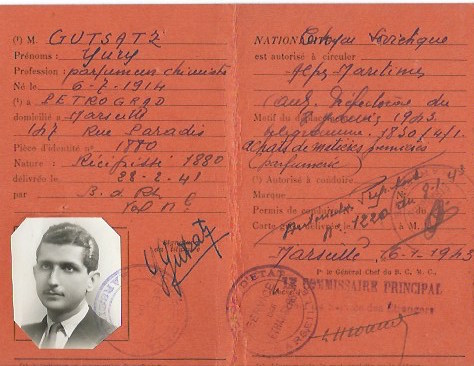
Yuri Gutsatz legal paper authorizing him to go from Marseille to Grasse to visit perfume houses (WWII)

En 1945, il rentre à Paris et devient chef parfumeur chez Roure Bertrand Fils et Justin Dupont où il travaille avec Louis Amic, l'inventeur de la parfumerie moderne et propriétaire de l'entreprise. Sept ans plus tard, en 1952, Maurice Lehmann, directeur de l’Opéra de Paris lui demande de parfumer l’Acte 3 des Indes Galantes de Rameau (le Ballet des Roses). L'opéra restera à l'affiche 3 ans. 
En 1956, Yuri Gutsatz est envoyé par son employeur pour créer une usine de production de matières premières pour la parfumerie Industrial Perfumes - en association avec le groupe Tata -  à Bombay, où il vit six ans avant de rentrer en France. Il crée à cette époque les parfums de la marque Lakme, alors dirigée par Simone Tata.
À son retour, il constate l'évolution majeure de l’industrie du parfum des années 1960 : le marketing tout puissant musèle la création et le parfumeur. Celui-ci n'a plus aucune existence reconnue, contrairement à la tradition de création de parfums des années 1920 à 1950, qui avait vu se développer le rôle de parfumeurs comme Ernest Beaux ou Germaine Cellier. Il publie de nombreux articles à ce sujet dans le Bulletin de la Société Technique des Parfumeurs de France (qui deviendra La Société Française des Parfumeurs) tel "Parfumeur, ton nom est personne" et dans d'autres revues,,. Le 12 décembre 1975, Yuri Gutsatz dépose la marque Le Jardin Retrouvé et quitte Roure. 
La première Maison de parfumerie de niche est née. Il la conçoit comme une mise en application de ses idées sur la parfumerie : il y crée des parfums de qualité, utilisant les meilleures matières premières, et les vend à des prix accessibles. Parmi les précurseurs de la parfumerie de niche se trouve également Jean Laporte[Lequel ?], fondateur de la marque L'Artisan Parfumeur en 1976. 
À partir de 1976, Yuri Gutsatz, devient éditeur du Bulletin de la Société Française des Parfumeurs. Il y est également critique de parfums - le tout premier de la profession. Dans le premier numéro, il écrit sur une Maison rêvée de la parfumerie, devenant ainsi l'une des personnes à l’origine de l'Osmothèque. Yuri Gutsatz est Vice Président de la Société Française des Parfumeurs  de 1978 à 1986.  En 1990, il participe à la classification des parfums et à la fondation de l’Osmothèque . 
Il décède à Paris le 7 avril 2005.